# 와카야마 대학
와카야마 대학(일본어: 和歌山大学, Wakayama University)은 일본의 국립 대학이다. 대학 본부는 와카야마현 와카야마시에 있다.

## 연혁
와카야마 대학은 1949년에 와카야마 사범학교(和歌山師範學校), 와카야마 청년 사범학교(和歌山靑年師範學校), 와카야마 경제 전문학교(和歌山經濟專門學校)를 통합하여 설립되었다.
캠퍼스는 1986년에 지금의 사카에다니(榮谷) 캠퍼스로 통합되었다. 2008년에는 일본 국립대학 최초의 관광학부를 설치하였다.
- 1949년 : 와카야마 대학 발족 (학부: 학예학부, 경제학부).
- 1954년 : 경제 단기대학부 설치 (1996년 폐쇄).
- 1965년 : 경제학부 산업공학과 설치.
- 1966년 : 학예학부를 교육학부로 개명.
- 1986년 : 사카에다니(榮谷) 캠퍼스로 통합이전.
- 1995년 : 경제학부 산업공학과를 시스템 공학부로 개편.
- 2007년 : 경제학부 관광학과 설치.
- 2008년 : 경제학부 관광학과를 관광학부로 개편.
- 2023년 : 사회인포매틱스학환 설립.

이하, 와카야마 대학에 통합된 구 학교들의 연혁이다.
- 1869년 : 기슈번이 병학료(兵學寮)를 설치.
- 1872년 1월 : 와카야마현 학교(和歌山縣學)로 개편.
- 1872년 10월 : 오카야마 소학(岡山小學)으로 개편.
- 1874년 3월 : 오카야마 소학에 소학교 교원징용 학교(小學校敎員取立學校) 설립.
- 1875년 : 와카야마 현 사범학교(和歌山縣師範學校)로 개칭.
- 1880년 : 와카야마 사범학교로 개칭.
- 1886년 : 와카야마 현 심상 사범학교로 개칭.
- 1898년 : 와카야마 현 사범학교로 개칭.
- 1929년 : 남자 사범학교와 여자 사범학교를 분리.
- 1943년 : 남자 사범학교를 여자 사범학교와 통합. 관립 와카야마 사범학교로 승격.
- 1949년 : 와카야마 대학 학예학부가 됨.

- 1919년 : 와카야마 현립 실업보습학교 교원 양성소(和歌山縣立實業補習學校敎員養成所) 설립.
- 1931년 : 현 이와데시로 이전.
- 1935년 : 와카야마 현립 청년학교 교원 양성소(和歌山縣立靑年學校敎員養成所)로 개칭.
- 1944년 : 관립 와카야마 청년 사범학교로 승격.
- 1949년 : 와카야마 대학 학예학부가 됨.

- 1922년 : 와카야마 고등 상업학교(和歌山高等商業學校) 설립.
- 1925년 : 조사부 설치.
- 1930년 : 조사부를 산업연구부로 개명.
- 1944년 : 공업 전문학교로 전환. 구 고등 상업학교를 와카야마 경제 전문학교로 개칭.
- 1946년 : 경제 전문학교로 전환.
- 1949년 : 와카야마 대학 경제학부가 됨.

## 캠퍼스
- 사카에다니(榮谷) 캠퍼스
- 와카야마현 와카야마시 사카에다니(榮谷) 930.

## 조직

### 학부
- 교육학부 학교교육 교원양성 과정
- 경제학부  경제학과
- 시스템공학부  시스템공학과
- 관광학부  관광학과
- 사회인포매틱스학환

### 대학원
- 교육학 연구과 (전문직학위과정)
- 경제학 연구과 (석사 과정)
- 시스템 공학 연구과 (석사/박사 과정)
- 관광학연구과(석사/박사과정/전문직학위과정)

### 부속기관
- 도서관
- 시스템 정보학 센터
- 평생교육연구 센터
- 지역공동연구 센터
- 기슈(紀州) 경제사 문화사 연구소
- 학생 자주 창조 과학 센터
- 국제 교육 연구 센터
- 교육학부 부속 학교 (초등학교, 중학교, 특별지원학교)

## 같이 보기
- 와카야마다이가쿠마에역